# Manuel Akanji
Manuel Obafemi Akanji (ur. 19 lipca 1995 w Neftenbach) – szwajcarski piłkarz występujący na pozycji obrońcy w angielskim klubie Manchester City oraz w reprezentacji Szwajcarii.

## Życiorys

### Życie prywatne
Jego matka jest Szwajcarką, zaś ojciec Nigeryjczykiem, a on sam ma podwójne, szwajcarsko-nigeryjskie obywatelstwo. Jego siostra Sara również jest piłkarką. W dzieciństwie uprawiał również tenis.

### Kariera klubowa
W czasach juniorskich trenował w FC Wiesendangen oraz w FC Winterthur (2007–2014). W 2014 roku dołączył do kadry pierwszego zespołu tego ostatniego. Jego pierwszym seniorskim meczem w rozgrywkach ligowych było przegrane 0:1 spotkanie rozegrane 26 kwietnia 2014 na stadionie Schützenwiese (Winterthur, Szwajcaria) z FC Lugano. W trakcie swojej gry dla Winterthur występował w Swiss Challenge League, stanowiącej drugi poziom rozgrywkowy. 15 kwietnia 2015 podpisał umowę z FC Basel. Wraz z tym klubem świętował zdobycie dwóch mistrzostw oraz jednego pucharu kraju.
15 stycznia 2018 został piłkarzem niemieckiej Borussii Dortmund. Kwota transferu wyniosła 18 milionów euro, przy możliwych dodatkowych paru milionach w formie bonusów. Kontrakt został podpisany do końca sezonu 2021/2022.
8 kwietnia 2021 piłkarz przedłużył swój kontrakt z Borussią Dortmund do końca sezonu 2022/2023.

### Kariera reprezentacyjna
W latach 2014–2015 reprezentował szwajcarskie kadry narodowe do lat 20 oraz do lat 21.
W seniorskiej reprezentacji zadebiutował 9 czerwca 2017 na stadionie Tórsvøllur (Thorshavn, Wyspy Owcze) podczas eliminacji do FIFA World Cup Russia 2018 w wygranym 2:0 meczu z Wyspami Owczymi.

## Statystyki

### Klubowe
Stan na 27 lipca 2025.
| Klub              | Sezon     | Liga                   | Liga  | Liga | Puchar krajowy | Puchar krajowy | Rozgrywki europejskie | Rozgrywki europejskie | Inne  | Inne | W sumie | W sumie |
| Klub              | Sezon     | Liga                   | Mecze | Gole | Mecze          | Gole           | Mecze                 | Gole                  | Mecze | Gole | Mecze   | Gole    |
| ----------------- | --------- | ---------------------- | ----- | ---- | -------------- | -------------- | --------------------- | --------------------- | ----- | ---- | ------- | ------- |
| FC Winterthur     | 2013/2014 | Swiss Challenge League | 2     | 0    | 0              | 0              | –                     | –                     | –     | –    | 2       | 0       |
| FC Winterthur     | 2014/2015 | Swiss Challenge League | 33    | 1    | 2              | 0              | –                     | –                     | –     | –    | 35      | 1       |
| FC Basel          | 2015/2016 | Swiss Super League     | 8     | 0    | 3              | 0              | 1                     | 0                     | –     | –    | 12      | 0       |
| FC Basel          | 2016/2017 | Swiss Super League     | 15    | 4    | 3              | 1              | 0                     | 0                     | –     | –    | 18      | 5       |
| FC Basel          | 2017/2018 | Swiss Super League     | 19    | 1    | 3              | 1              | 6                     | 0                     | –     | –    | 28      | 2       |
| Borussia Dortmund | 2017/2018 | Bundesliga             | 11    | 0    | 0              | 0              | 0                     | 0                     | –     | –    | 11      | 0       |
| Borussia Dortmund | 2018/2019 | Bundesliga             | 25    | 1    | 1              | 0              | 5                     | 0                     | –     | –    | 31      | 1       |
| Borussia Dortmund | 2019/2020 | Bundesliga             | 29    | 0    | 3              | 0              | 6                     | 0                     | 1     | 0    | 39      | 0       |
| Borussia Dortmund | 2020/2021 | Bundesliga             | 28    | 2    | 5              | 0              | 7                     | 0                     | 1     | 0    | 41      | 2       |
| Borussia Dortmund | 2021/2022 | Bundesliga             | 26    | 1    | 3              | 0              | 6                     | 0                     | 1     | 0    | 36      | 1       |
| Manchester City   | 2022/2023 | Premier League         | 29    | 0    | 6              | 0              | 11                    | 1                     | 2     | 0    | 48      | 1       |
| Manchester City   | 2023/2024 | Premier League         | 30    | 2    | 5              | 0              | 8                     | 2                     | 5     | 0    | 48      | 4       |
| Manchester City   | 2024/2025 | Premier League         | 26    | 0    | 2              | 0              | 8                     | 0                     | 4     | 0    | 40      | 0       |
| W sumie           | W sumie   | W sumie                | 281   | 12   | 36             | 2              | 58                    | 3                     | 14    | 0    | 389     | 17      |

## Sukcesy

### FC Basel
- Mistrzostwo Szwajcarii: 2015/2016, 2016/2017
- Pucharu Szwajcarii: 2016/2017

### Borussia Dortmund
- Puchar Niemiec: 2020/2021
- Superpuchar Niemiec: 2019

### Reprezentacyjne
- 1/8 finału Mistrzostw Świata w Piłce Nożnej 2018
- Ćwierćfinał Mistrzostw Europy w Piłce Nożnej 2020

### Wyróżnienia
- Jedenastka rundy jesiennej Bundesligi według Kickera: 2021/2022[11]